# Pseudonannolenidae
Pseudonannolenidae é uma família de centopéias pertencente à ordem Spirostreptida.
Géneros:
- Cambalomma Loomis, 1941
- Epinannolene Brölemann, 1903
- Holopodostreptus Carl, 1913
- Phallorthus Chamberlin, 1952
- Physiostreptus Silvestri, 1903
- Pseudonanoleno Silvestri, 1895
- Typhlonannolene Chamberlin, 1923